# Хардек
Хардек (на словенски: Hardek) е село в Словения, Подравски регион, община Ормож. Според Националната статистическа служба на Република Словения през 2015 г. селото има 281 жители.